# Danny Ngoyi
Daniela "Danny" Kanyanya Ngoyi (née le 27 février 1999) est une footballeuse congolaise.

## Biographie
Ngoyi joue pour le  club tanzanien  Simba Queens et l'équipe nationale féminine de la RD Congo. Elle joue également pour la  JSK Lualuaba en République démocratique du Congo . 
Ngoyi est  sélectionnée pour la RD Congo au niveau senior lors du Tournoi de qualification olympique féminin de la CAF 2020 ( troisième tour ).